# My Little Pony: A Very Pony Place
My Little Pony: A Very Pony Place es una película animada directa a video producida por SD Entertainment y distribuida por Paramount Home Entertainment en asociación con Hasbro. La película es el cuarto largometraje de la tercera generación de la serie My Little Pony y el primero en tener tres historias separadas en un largometraje. Fue lanzado el 6 de febrero de 2007 y recibió críticas favorables de la crítica.

## Trama
A diferencia de los tres especiales anteriores, A Very Pony Place presenta tres historias diferentes, cada una de ellas centrada en los nuevos personajes lanzados exclusivamente en el especial. Estos fueron: Lily Lightly, Storybelle, Star Flight, Heart Bright y, por último, Puzzlemint.

### Come Back, Lily Lighty
La primera historia, Come Back, Lily Lightly, se centra en la heroína principal, Lily Lightly. La historia comienza cuando Lily Lightly anuncia el evento llamado La Noche de las Mil Luces. Parte del evento es la fiesta Rainbow Lights, en la que cada poni unicornio de Unicornia decora el lugar con luces. Después de que cae la noche y todo el lugar está decorado con luces, Cheerilee le dio a Lily Lightly el título de "Princesa de todo lo que brilla y centellea", pero su cuerno comienza a brillar y luego sale corriendo, dejando a algunos de los ponis confundidos. Mientras tanto, Pinkie Pie y Minty iban a Unicornia en globo. Minty dijo que dejó el mapa en casa y que no lo necesita. De vuelta en Unicornia, Lily Lightly se avergonzó cuando todos huyeron de Unicornia después de ver brillar su cuerno. De vuelta con Pinkie Pie y Minty, ambos ponis ahora estaban perdidas en un mar de nubes mientras que Minty dijo que necesitaban ver las luces brillantes de Unicornia para llegar allí. De vuelta en el suelo, Brights Brightly y Rarity van a buscar a Lily Lightly en las afueras de Unicornia.

### Two for the Sky
La segunda historia, Two for the Sky, se centra en Storybelle y su historia sobre Star Flight y Heart Bright. Pinkie Pie, Minty y Sunny Daze fueron todas a la casa de Storybelle para escuchar una de sus historias. Storybelle eligió su historia favorita, Two for the Sky, una historia sobre dos ponis que eran tan cercanos que eran casi gemelos. Mientras explicaba la historia, ambos jugaban juntos, comían helados juntos y deseaban poder ganar alas para poder volar al cielo. Ambos hicieron varios intentos de volar, pero terminaron sin levantarse del suelo, hasta que les preguntaron a los Breezies en Breezy Blossom cómo pueden volar. Sin embargo, los Breezies respondieron que, aunque puedan volar, no saben por qué ni cómo. Mientras ambas ponis regresaban a Ponyville para dormir un poco, ambas deseaban soñar que querían volar. Cuando se despertaron, ambas ganaron alas y ambas volaron hacia el cielo, sin esperar que volar no fuera tan fácil como parece.

### Positively Pink
EDITAR La tercera y última historia, Positively Pink, se centra en Pinkie Pie, Minty y Puzzlemint. Minty revisó el Libro de cumpleaños y descubrió que es el cumpleaños de Pinkie Pie. Todos organizan una reunión en Sweetberry's Sweet Shoppe y deciden planear una fiesta sorpresa para Pinkie Pie haciendo que todo sea rosa. Cuando Pinkie Pie entra a la tienda, todos mantuvieron la boca cerrada sobre la fiesta y se fueron del lugar. Sintiéndose confundida, Pinkie Pie le preguntó a Sweetberry qué estaba pasando, y solo respondió que necesitaba consultar a Puzzlemint para "resolver algún tipo de rompecabezas". Mientras todos en Ponyville se preparan para su fiesta sorpresa, Puzzlemint detiene a todos en los preparativos y distrae a Pinkie Pie para que los preparativos puedan continuar.

## Personajes
Lily Lightly
Interpretada por: Erin Mathews
La protagonista principal de Come Back, Lily Lightly, una pony unicornio con cuerpo malva, melena rosa fuerte y violeta y cola rosada y azul cielo. Su cutie mark es una flor de lirio rosa en un tallo azul con pequeñas estrellas debajo. Apodada como la "princesa de todo lo que centellea y brilla", Lily Lightly tiene un cuerno especial que se ilumina cuando está triste o feliz. Aunque Lily encuentra extraña su habilidad, sus amigos la ven como parte de su singularidad.
Storybelle
Interpretada por: Kelly Metzger
La narradora de Two for the Sky, una poni terrestre con un cuerpo de color rosa intenso, una melena de color amarillo sol, rosa brillante, violeta y celeste y una cola celeste. Su cutie mark es un molino de viento con un arcoíris y un libro. Storybelle es la presidenta del Story Club, se la describe como una buena narradora y se la ve junto a Gossamer, su asistente. Ella le cuenta a Minty, Sunny Daze y Pinkie Pie sobre la historia de Star Flight y Heart Bright.
Star Flight
Interpretada por: Anna Cummer
Una de las dos protagonistas de la historia Two for the Sky de Storybelle, una poni terrestre con un cuerpo de color rosa y una melena y cola de color rosa y celeste. Su Cutie Mark es una gran estrella amarilla con una cola de líneas blancas, estrellas rosadas y estrellas amarillas. Ella y Heart Bright piensan como si fuesen gemelas: juegan juntas, comen helados juntas y desean poder ganar alas para poder volar al cielo.
Heart Bright
Interpretada por: Anna Cummer
Una de las dos protagonistas de la historia Two for the Sky de Storybelle, una pony terrestre de cuerpo blanco, melena celeste y violeta y cola color rosa. Su Cutie Mark es un gran corazón rosado con "enredaderas" aguamarinas que bajan por su pierna y corazones más pequeños de color púrpura y rosa. Ella y Star Flight piensan como si fuesen gemelas: juegan juntas, comen helados juntas y desean poder ganar alas para poder volar al cielo.
Puzzlemint
Interpretada por: Kathleen Barr
Puzzlemint es una pony terrestre con un cuerpo blanco y una melena y cola de color amarillo sol, violeta y rosa brillante. Su cutie mark es una lupa mirando una pieza de rompecabezas y su nombre es un juego de palabras con la palabra "desconcierto" (en inglés "Puzzlement). Es una de las organizadoras de la fiesta sorpresa de Pinkie Pie, intenta distraer a Pinkie Pie al hacer una búsqueda del tesoro para que Minty y sus amigas puedan prepararle una fiesta sorpresa. Puzzlemint también disfruta resolviendo acertijos.

## Medios

### Libros
Nora Pelizzari creó una adaptación a libro de cuentos de la película y fue publicada por HarperFestival el 30 de enero de 2007. El libro adapta la historia del especial de DVD, a excepción de Two for the Sky .

## Recepción
El especial recibió críticas favorables de los críticos, con una puntuación de 7,2 sobre 10 en Internet Movie Database .